# 彭超然
彭超然（英語：Pang Chiu Yin，1995年10月12日—），香港足球運動員，生於香港，司職中場。現時效力於香港甲組聯賽球隊九龍城。

## 球會生涯
彭超然生於香港，中學就讀嗇色園主辦可藝中學，2015/16球季彭超然在乙組替愉園上陣12次射入5球，2016年7月16日，轉會香港超級聯賽球隊元朗，展開職業球員生涯。2016年12月1日，九巴元朗在小西灣運動場上演的菁英盃首圈賽事迎戰標準灝天，完半場前，元朗球員希堅奴右邊禁區內勁射被門將撲出不遠，首次為元朗上陣的小將彭超然射入空門追和1–1，取得職業生涯首個入球，最終九巴元朗1–2不敵標準灝天，未能晉身8強。
2018年夏天，彭超然加盟港超聯球會夢想FC。其中，他在對陣凱景的比賽中射入一球，協助球隊拉開比數至3比1，這亦是他在港超聯的第一個入球。
2019年8月，由於夢想FC因財政問題自降甲組，彭超然重投佳聯元朗。

## 榮譽
元朗
- 香港高級組銀牌冠軍（2017–18季度）

## 外部連結
- Pang Chiu Yin （页面存档备份，存于）